# Enid Bagnold

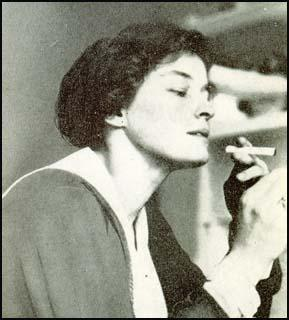
Enid Bagnold

Enid Algerine Bagnold, Lady Jones (* 27. Oktober 1889 in Rochester, Kent; † 31. März 1981 in Rottingdean, Brighton and Hove, East Sussex) war eine britische Schriftstellerin und Dramatikerin.

## Leben

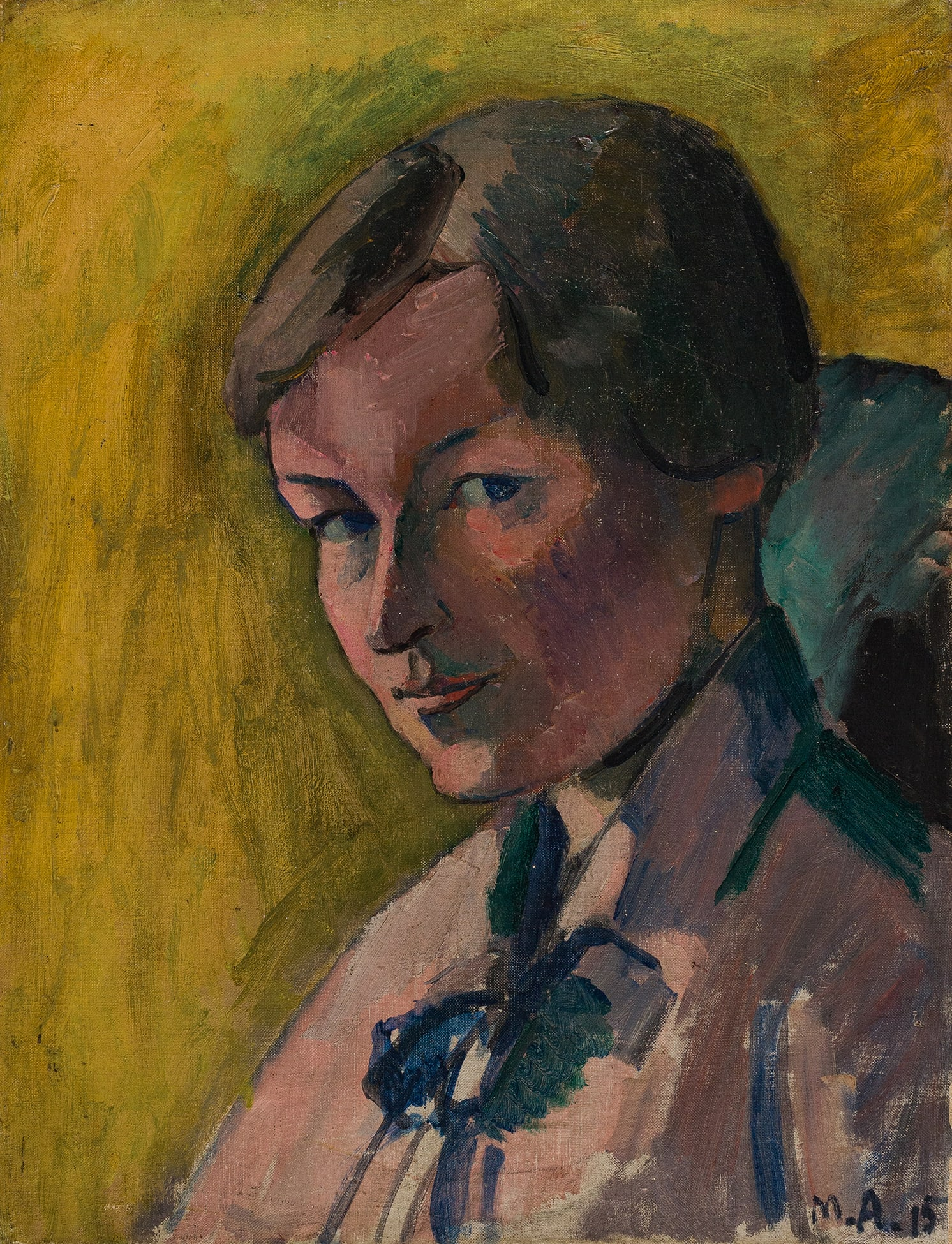
'Enid Bagnold Age c.25' (Maurice Asselin, 1915)

Enid Bagnold wurde in Rochester in der Grafschaft Kent geboren, verbrachte ihre frühe Kindheit jedoch in Jamaika. Ihre Schulbildung erhielt sie in der Schweiz und in England, wo sie in Prior’s Field Unterricht erhielt, einer Schule, die von der Mutter von Aldous Huxley geführt wurde. Ab 1908 besuchte sie Walter Sickets Kunstschule, wo sie ein Talent für Radierungen entwickelte. Während dieser Zeit in London arbeitete sie einige Zeit als Journalistin für Frank Harris, mit dem sie eine Affäre hatte, und lernte Henri Gaudier-Brzeska, Katherine Mansfield und John Middleton Murry kennen.
Beim Ausbruch des Ersten Weltkriegs meldete sie sich freiwillig und arbeitete als Krankenschwester im Royal Herbert Hospital in Woolwich. Ihre Aufzeichnungen über diese Erfahrung, veröffentlicht als Diary Without Dates (1917), enthielten so scharfe Kritik an der Krankenhausleitung, dass ihre militärischen Vorgesetzten ihre Entlassung veranlassten. Bagnold war jedoch weiterhin fest entschlossen, die Kriegsanstrengungen ihres Landes zu unterstützen und begab sich nach Frankreich, wo sie sich als Fahrer betätigte. Ihre Erlebnisse flossen später in das Buch The Happy Foreigner (1920) ein.
1920 heiratete Enid Bagnold Sir Roderick Jones, den Chef der Nachrichtenagentur Reuters. Durch ihre Heirat zur Lady Jones geworden, schrieb sie jedoch weiter unter ihrem Geburtsnamen. Aufmerksamkeit erregte 1924 ihr Roman The Difficulty of Getting Married. Ihr international bekanntestes und erfolgreichstes Werk, Velvet, das Mädchen mit dem Pferd (National Velvet) erschien erstmals 1935. Das Kinderbuch wurde 1944 von Clarence Brown unter dem Titel Kleines Mädchen, großes Herz (National Velvet) mit Elizabeth Taylor, Donald Crisp und Mickey Rooney in Hollywood verfilmt. Bagnold selbst arbeitete es später auch in ein Theaterstück um. Von den weiteren Romanen Bagnolds wurden noch The Squire (1937) unter dem Titel Die Pforte des Lebens 1939 und The Loved and Envied (1951) unter dem Titel Geliebt und beneidet 1952 ins Deutsche übersetzt. Seit ihren literarischen Anfängen hatte Bagnold auch Gedichte geschrieben, die in mehreren Anthologien veröffentlicht wurden.
Von ihren Theaterstücken erlangte vor allem Der Kreidegarten (The Chalk Garden, 1955) auch in Deutschland eine gewisse Bekanntheit, nicht zuletzt dank der Verfilmung Das Haus im Kreidegarten (The Chalk Garden, 1963) von Ronald Neame mit Edith Evans, Deborah Kerr, Sir John Mills und Hayley Mills in den Hauptrollen. Zu dem Stück hatte sie ihr eigener Garten in North End House in Rottingdean inspiriert. 1969 veröffentlichte Enid Bagnold ihre Autobiographie. Sie starb am 3. März 1981 in Rottingdean.

## Ehrungen
- 1956 – Nominierung für den Tony Award für das „Beste Stück“ als Autor von The Chalk Garden

## Werke

### Romane
- The Happy Foreigner, 1920
- Serena Blandish or the Difficulty of Getting Married, 1924
- Alice & Thomas & Jane, 1930
- National Velvet, 1935, ISBN 0-380-81056-5  (dt. Velvet, das Mädchen mit dem Pferd, 1956)
- The Squire, 1938 (dt. Die Pforte des Lebens, 1939)
- The Door of Life, 1938
- The Loved and Envied, 1951 (dt. Geliebt und beneidet, 1952)
- Theatre, 1951
- The Girl's Journey, 1954 (enthält The Happy Foreigner und The Squire)

### Lyrik
- The Sailing Ships and other poems, 1918
- Poems, 1978
- Early Poems, 1987

### Bühnenstücke
- Lottie Dundass, 1943
- The Chalk Garden, 1955 (dt. Der Kreidegarten, 1961)
- National Velvet, 1961
- The Chinese Prime Minister, 1964 (dt. Der chinesische Premierminister)
- Call Me Jacky, 1968 (dt. Nenn mich Jacky)
- Matter of Gravity, 1975

### Autobiographisches, Briefe und Tagebücher
- A Diary Without Dates, 1917
- Autobiography, 1969
- Letters to Frank Harris & Other Friends, 1980